# Smith Ridge (Ellsworthland)
Smith Ridge ist ein 6 km langer Gebirgskamm im westantarktischen Ellsworthland. In der Heritage Range des Ellsworthgebirges ragt er 1,5 km westlich des Frazier Ridge in den Founders Peaks auf.
Die geologische Mannschaft der University of Minnesota, die das Gebiet bei einer von 1963 bis 1964 dauernden Expedition erkundete, benannte ihn. Namensgeber ist Carl W. Smith, Techniker für Hubschraubermotoren des 62nd Transportation Detachment der United States Army zur Unterstützung der Expedition.